# Тырышкин, Сергей Валерьевич
Серге́й Вале́рьевич Тыры́шкин (род. 13 мая 1960, Калининград) — сценограф, живописец.
Получил признание со стороны публики и прессы в 1991 году в «Манеже» на выставке живописи «Малая Грузинская, 28», а также за сценографию к спектаклям «Бесы» «Grand Prix 2015» поставленному в «Мастерской Дмитрия Брусникина» режиссёр-постановщик Михаил Мокеев, «Толстой-Столыпин. Частная переписка», режиссёр-постановщик Владимир Мирзоев поставленному на сцене «Театр.doc», к спектаклям «Котлован», в московском театре драмы и комедии на Таганке, режиссёр-постановщик Юрий Любимов − 1989 г. и «На дне» — в сотрудничестве с Алексеем Васильевичем Петренко и Альбертом Филозовым — 1990 г. Сотрудничал с театром Юрия Погребничко «Около дома Станиславского», с театром Владимира Агеева. Также известен как сценограф, художник по костюму, художник по свету, флеш-аниматор, художник видео проекций крупных музыкальных проектов и фестивалей в сотрудничестве с Владимиром Чекасиным, Вячеславом Ганелиным, Владимиром Тарасовым, Сергеем Курёхиным 1988 СПб (ДК Пятилетки) и музыкальным перформанс-проектом Поп-механика, Аркадием Шилклопером, Леонидом Фёдоровым и группой АукцЫон в 2008 Vilnius/Lithuania.
В 1990 году в центре Москвы, в Крапивенском переулке основал и курировал художественные творческие мастерские «Вольное Поселение Художников» — независимое сообщество, объединяющее около трёх десятков художников, поэтов, писателей, режиссёров, артистов, дизайнеров и фотографов. В программах салона участвовали русский писатели, поэты и драматурги: Владимир Войнович, Юрий Мамлеев, Евгений Рейн, Иван Жданов, Ге́нрих Сапги́р, Наум Коржавин, Виктор Ерофеев, Лев Рубинштейн, Дмитрий Пригов, Александр Глезер, Валерия Нарбикова, Ярослав Могутин, Игорь Григорьев, Игорь Яркевич, Герман Лукомников (Бонифаций), Дмитрий Авалиани, Елена Кацюба, Константин Кедров, Нина Садур, Ольга Седакова, Дмитрий Кузьмин, Марина Тёмкина, Елизавета Лавинская, Алексей Дидуров. В 1994 году в «Вольном Поселении Художников» состоялась, устроенная Натальей Шмельковой, персональная выставка Владимира Яковлева. Выставлялись художники Валентин Хрущ, Сергей Тырышкин, Натта Конышева, Катя Медведева. Выступали музыканты Сергей Летов, Александр Александров («Фагот»), Владимир Чекасин,. В спектакле «Игра в классики» по роману Хулио Кортасара игравшемся в литературно-художественном пространстве Вольного поселения художников играли: Ирина Гринёва — (Мага-Лусия), Андрей Звягинцев — (Автор), выступали в спектакле « Школа для дураков» по одноимённому роману Саши Соколова. Такое отважное устремление к творчеству обратило внимание внимание властей — последовал «наезд». Борьба с мастерской Сергея Тырышкина продолжалась три года. В 1997 году эта оригинальная творческая площадка была окончательно ликвидирована властями. Художник и куратор Сергей Тырышкин стал занимается исследованием забытой театральной культуры. Исследовал и ввёл в культурный и научный оборот утраченную историю театральной деятельности режиссёра и педагога Леонида Лурье.

## Профессиональное образование
Сергей Тырышкин родился в 1960 году в Калининграде в семье художника, с пяти лет занимался с отцом живописью, с девяти — графикой и фотографией, с 15-ти работал в театре художником-декоратором.
- В 1975 году окончил Вильнюсскую художественную школу.
- В 1990 году окончил Школу-студию МХАТ (ректор Олег Табаков) — постановочный факультет, создание внешней формы спектакля, сценография, сценическая техника и технология, художественное освещение сцены, театральный костюм.

- В 1989—1990 гг. — преддипломная работа над спектаклем «Котлован» (эскизы и макет декорации) — руководитель-педагог Давид Боровский, режиссёр-постановщик Юрий Любимов в московском театре драмы и комедии на Таганке.

- В 1989 году профессиональный дебют в Москве — художник-постановщик спектакля «На дне» в сотрудничестве с Алексеем Васильевичем Петренко.

## Творчество

### Сценография в театре
- 2013 — спектакль «Бесы», режиссёр-постановщик Дмитрий Брусникин на сцене «Боярских палат» (Школа-студия МХАТ) — Сценография, костюмы
- 2013 — спектакль «Толстой-Столыпин. Частная переписка», режиссёр-постановщик Владимир Мирзоев на сцене «Театр.doc» — Сценография, костюмы, художественный свет
- 1999 — спектакль «И немедленно выпил» Венедикта Ерофеева «Москва — Петушки», режиссёр-постановщик Владимир Тарасов на сцене Русского драматического театра Литвы — Сценография, костюмы
- 1996 — «Гамлет» Шекспир, режиссёр-постановщик и исполнитель Артур Оффенгейм — «Вольное Поселение Художников» — Сценография пространства, художественный свет
- 1995 — «Школа для дураков» Саша Соколов, режиссёр-постановщик и исполнитель Александ Пепеляев — «Вольное Поселение Художников» — Сценография пространства, художественный свет
- 1995 — « Игра в классики Rayuela» Хулио Кортасар, режиссёр-постановщик Владимир Агеев — «Вольное Поселение Художников» — Сценография пространства, художественный свет
- 1990 — «На дне» Максима Горького, режиссёр-постановщик Валентин Тепляков — Эскизы и макет сценографии, эсизы костюмов.
- 1989 — «Котлован» Андрея платонова, режиссёр-постановщик Юрий Любимов в московском театре драмы и комедии на Таганке — Эскизы и макет сценографии, эсизы костюмов.
- 1986 — « Чёрный человек или я бедный Сосо Джугашвили» Виктора Коркии — Гродненский драматический таетр Сценография, костюмы, художественное освещение

#### Джазовые фестивали, музыкальные проекты
- 1988 — Поп-механика — зал обкома партии «Октябрьский». Перформанс-проект Поп-механики, — художник перформанс-проекта
- 1990 — Такси-блюз «Презентация фильма в московском кинотеатре „Октябрь“». — художник перформанс-проекта
- 1993 «Центральный дом художника (ЦДХ)» —, московский центр искусств «Столица» Музыкальные шоу Владимира Чекасина, — Сценические костюмы, художественный свет
- 1994 «Центральный дом художника (ЦДХ)» —, московский центр искусств «Столица» Музыкальные шоу Владимира Чекасина, — Сценические костюмы, художественный свет
- 1995 «Центральный дом художника (ЦДХ)» —, московский центр искусств «Столица» Музыкальные шоу Владимира Чекасина, — Сценические костюмы, художественный свет
- 1997 — «Фестиваль Vinius Jazz 97-Vladimir Chekasin Project» Проект Владимира Чекасина, — Сценические костюмы, художественный свет
- 1998 — «Фестиваль ARMADA 98- (Lithuania)» (недоступная ссылка) Проект совместно c Владимиром Тарасовым, — Коллекция костюмов
- 1998 — «Фестиваль Vinius Jazz 98 V.Chekasin and Lithuanian Radio & TV Orchestra (Lithuania)» Проект Владимира Чекасина, — Сценические костюмы, художественный свет
- 2004 — «Фестиваль Birštonas 2004. Project by Vladimir Chekasin (Lithuania)» Проект Владимира Чекасина, — Сценические костюмы, художественный свет
- 2006 — «Фестиваль MAMAJAZZ-2006 /V.Chekasin’s Old Friends Jam F.Schubert Preparation»- 2006 m. Vilniaus kongresų rūmai Lapkričio 13 d., pirmadienis. Проект Владимира Чекасина, — Сценические костюмы, художественный свет
- 2006 — «Фестиваль Birštonas 2006. Project by Vladimir Chekasin&Vilnius College students)» Хэдлайнер Владимир Чекасин, — Сценические костюмы, художественный свет
- 2006 — «Vilniaus Mazasis Teatras/Project by Vladimir Chekasin&Petras Geniusas», — Сценические костюмы, художественный свет, флеш-анимация, видеопроекции, продюсирование
- 2006 — «Vilniaus Mazasis Teatras/Project by Petras Geniusas», — Сценические костюмы, художественный свет, флеш-анимация, видеопроекции, продюсирование
- 2007 — Клайпеда. Концертный зал /Project by Petras Geniusas, — Сценические костюмы, художественный свет, флеш-анимация, видеопроекции.
- 2008 — Birštonas jazz festival/2008-Project by Vilnius College students (frontman V. Chekasin) — Сценические костюмы, художественный свет.
- 2008 — Birštonas jazz festival/2008-Dainius Pulauskas & Arkadij Shilkloper Quartet (Lithuania — Germany) проект Аркадия Шилклопера — флеш-анимация, видеопроекции, художественный свет
- 2008 — Birštonas jazz festival/2008-Vyacheslav Ganelin (Izrael) проект Вячеслава Ганелина — флеш-анимация, видеопроекции, художественный свет
- 2008 — Vilnius — музыкальный шоу-проект Леонида Фёдорова и группы АукцЫон —  художественный динамический свет

## Основные выставки

### Персональные
- 2020.04.25 — 2020.09.25 — Музейно-парковый комплекс «Северное Тушино». Персональная выставка «Мы победили фашизм»
- 2018.10.27 — 2018.11.18 — Государственный центральный театральный музей имени А. А. Бахрушина. Персональная выставка «Тайнопись театра ОКОЛО»
- 2017 — Музей в фойе московского цирка Никулина на Цветном бульваре 13. Персональная выставка «На подступах к манежу»
- 2005 — галерея Союза Художников Литвы Dailininkų sąjungos galerija Персональная выставка «JAZZ»
- 1994 — «Вольное Поселение Художников»

### Групповые (выборочно)
- 2021.02.09-14 — Международная выставка-конкурс современной фотографии РОССИЙСКАЯ НЕДЕЛЯ ФОТОГРАФИИ
- 2021.02.04 — «Башмет-центр» выставка финалистов Фотоконкурса «Зеркало искусств» | Москва
- 2021.01.30 — National Union of Photographers of Ukraine and the Kyivphotos-Hall Art Association held the International Art Photography Competition" | Киев.

- 1991 — Центра́льный вы́ставочный зал «Мане́ж»
- 1991—1997 «Вольное Поселение Художников»
- 1991 — Государственный выставочный зал МОСХ «На Кузнецком Мосту» — выставка живописи «Художники в защиту Демократии».
- 1992 — Государственный выставочный зал «БЕЛЯЕВО» -выставка живописи «Праздник»
- 1994 — Государственный выставочный зал «На Каширке» — выставка живописи «Солнечный фестиваль»
- 1998 — '98. international festival of art & fashion (недоступная ссылка)
- 1999 — Пражская Квадриеналле-PQ 99
- 2005 — галерея Союза Художников Литвы | Lietuvos dailininkų sąjunga
- 2006 — Пражская Квадриеналле-PQ 2006

## Членство в организациях
- Союз журналистов России | Московское отделение
- Союз Художников Литвы | Lietuvos dailininkų sąjunga (лит.)
- Международная Федерация художников | International Federation of Artists (IFA).
- Литовская Федереция Джаза | Lietuvos džiazo federaciją (лит.)
- Литовская ассоциация по защите авторских прав — Агентство|Lietuvos Autorių Teisių Gynimo Asociacijos Agentūra (лит.)

## Публикации (выборочно)
- Каталог мероприятий Вольного поселения художников самиздат 1999
- Буклет русского драматического театра Литвы — 2000. Vilnius.
- Каталог Пражской квадриеналле PQ . Lithuania. Scenographer OISTAT- 2007

### Пресса (выборочно)
- «Российская газета» — 04 Авг 1993
- «ОГОНЁК»- журнал. 1994 № 14 стр. 26-27. Александр Соколянский
- «Общая газета» 1994 № 32 14 авг. Александр Соколянский
- «Новое время» 1994. « ЛИЦА. Сергей Тырышкин. Алексей Винокуров»
- «7 дней» журнал 1995 № 4 обложка, стр. 9
- «DIDASKALIA. GAZETA TEATRALNA» NUMERY 1-79/80 Tyryszkin Sergiej p. Moskwa, jej teatry, jej performerzy, seks, zło i kasety wideo 13-14/1996, s. 24-28 (art.)
- «ЛИТОВСКИЙ КУРЬЕР» — №. 11., 18-24 МАРТА 2010 (недоступная ссылка)

### Радио
- «РАДИО РОССИИ» — Интервью с Сергеем Тырышкиным. Вечерний эфир. Автор и ведущий Евгений Станкевич-1993 г.
- «РАДИО СВОБОДА» — КУЛЬТУРА. О спектакле «ШКОЛА ДЛЯ ДУРАКОВ». Корреспондент Катя Метелица −1995 г.

### Телевидение
- ОРТ — Человек и закон Интервью с Сергеем Тырышкиным — Автор и ведущий Юрий Дзарданов-1994 г.
- «Первый канал» — «Время дано — НАУМ КОРЖАВИН» Автор и ведущий — Юрий Чекалин — 8 ноября 1994 года (12:30-14:30).
- Lietuvos televizija. Передача- «Русская улица», Интервью с Сергеем Тырышкиным — Автор передачи Алексей Глушаев — 1998

## Информация на Сайтах (выборочно)
- Памяти Леонида Лурье (недоступная ссылка)
- «В плену плёнки». Текст Александр Соколянский 1994
- «Die Kunstplattform»
- «Галерея Ирины Алябьевой.»
- Персональный сайт Сергея Тырышкина (лит.)
- «БИБЛИОТЕКА ИЗОБРАЗИТЕЛЬНЫХ ИСКУССТВ»
- «LiveJournal»
- «Яковлев Владимир Игоревич. Персональные выставки — см.1994»
- "arMADA '98. international festival of art & fashion — см. Sergej Tyriškin " (недоступная ссылка)